# Hallische Musiktage

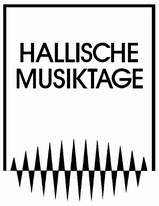
Hallische Musiktage Logo

Die Hallischen Musiktage sind ein auf zeitgenössische Musik spezialisiertes internationales Festival in Halle (Saale), das jedes Jahr im November stattfindet. Es wurde 1955 gegründet und ist damit, nach den Donaueschinger Musiktagen, das zweitälteste Deutschlands. Künstlerischer Leiter ist seit 1995 der Komponist Thomas Buchholz.

## Geschichte
Im November 1955 gab es die ersten Hallischen Musiktage. Ihre Ursprünge gehen aber in das Jahr 1952 zurück, als in Ost-Berlin die Zeitgenössischen Musiktage durchgeführt worden sind. Die Gründung der Hallischen Musiktage geht auf den damaligen Arbeitskreis Halle des Verbandes Deutscher Komponisten und Musikwissenschaftler zurück. Während der DDR waren der Stadtrat und der Rat des Bezirkes für die organisatorische Leitung zuständig. Seit der Wende fiel die Verantwortung dem neu gegründeten Landesverband Sachsen-Anhalt Deutscher Komponisten (LVDK) zu. Hauptförderer ist die Stiftung Kulturfonds.
Zwischen 1957 und 1962 wurden die Festspiele unterbrochen und erst wieder 1963 durchgeführt. 1975 sind sie abermals ausgefallen. Seit 1976 bis zur Wende wurden die Hallischen Musiktage offiziell in eine sogenannte Bezirksbiennale umgewandelt, das heißt, sie wurden nur jedes zweite Jahr veranstaltet. Mögliche Gründe sind die erhöhten Kosten und organisatorische Aufgaben sowie das Genre, das nicht das breite Publikum ansprach. Erst seit 1990 werden die Hallischen Musiktage wieder jährlich durchgeführt. 2007 ist das Festival wegen organisatorischen Umbauarbeiten ausgefallen. Seit 2008 ist der Verein Hallische Musiktage Träger der Veranstaltung, einem Tochterverein der LVDK.
Die Anzahl der Besucher liegt seit Anfang des 21. Jahrhunderts deutlich über 3000.

### Name
Es bestehen in der Öffentlichkeit Zweifel am Namen der Musiktage. Konkret handelt es sich um das Wort Hallischen oder Halleschen. Die Festspiele wurden bei ihrer Gründung Hallische Musiktage benannt. 1956 wurde das Festival aber in Hallesche Musiktage umbenannt. Allerdings ist seit dessen Wiedereinführung 1963 Hallische Musiktage der offizielle Name. Der Organisator und die Stadt verweisen auf ihren ursprünglichen Namen und begründen es damit, dass Hallischen die Zusammengehörigkeit zwischen der Stadt Halle (Saale) und den Musiktagen eindeutig feststellt.

### Hans-Stieber-Preis
Seit 1977 wird im Rahmen der Festspiele der Hans-Stieber-Preis an junge Komponisten vergeben. Der Preis ist nach dem in Naumburg/Saale geborenen Komponisten Hans Stieber benannt. Er gründete 1946 die heute nicht mehr existierende Hallesche Musikhochschule. Ein Teil seines Nachlasses wird von der Bibliothek des Händel-Hauses verwaltet.

## Künstlerische Leiter der Hallischen Musiktage
- Ottmar Gerster (1955–1956)
- Ernst Hermann Meyer
- Walther Siegmund-Schultze (1916–1993)
- Hans Jürgen Wenzel (1939–2009)
- Gerd Domhardt (1989–1994)
- Johannes Reiche (1994–1995)
- Thomas Buchholz (seit 1995)

## Spielstätten
- Bartholomäuskirche
- Franckesche Stiftungen
- Händel-Haus
- neues theater
- Kabarett „Die Kiebitzensteiner“
- Ulrichkirche
- Marktkirche
- Moritzburg
- Neue Residenz
- Opernhaus
- Volkspark

## Programm
Die Gestaltung des Programms hat sich im Laufe der über 50-jährigen Geschichte des Festivals verändert. 1955 wurden zum Beispiel zwei Sinfonien- und ein Kammermusikkonzert aufgeführt. Auch Volksmusik gehörte damals zum Programm. Im zweiten Jahr wurde das Programm umfangreicher, es gehörten auch Werke der Alten Musik dazu. Insgesamt wurden 1956 zwei Opern, ein Ballett und fünf weitere Konzerte dem Publikum vorgestellt. In den sechziger Jahren hatte die Chormusik (mit den Hallenser Madrigalisten) eine wichtige Stellung inne. Die Hallischen Musiktage dienten, ganz im Sinne der DDR, zur Vorstellung der sächsischen Komponisten. Darüber hinaus traten auch russische und andere ausländische Musiker auf.
Heute werden im Durchschnitt zehn Konzerte während des Festivals durchgeführt. Die Förderung junger Komponisten und Musiker, vor allem aus Sachsen und Sachsen-Anhalt, ist weiterhin ein wichtiges Anliegen der Leiter. Trotzdem zeichnen sich die Festspiele für ihre anerkannten internationalen Gäste aus, so Yun I-sang, der Hover Chamber Choir und Benjamin Britten. Seit Buchholz die Leitung übernommen hat, spielt das Thema Tradition und Moderne und das Ansprechen des breiten Publikums eine besondere Rolle bei der Gestaltung des Programms. Die Hallischen Musiktage bestanden 2008 aus acht Konzerten unter Beteiligung von 32 Komponisten sowie der Staatskapelle Halle, der Mitteldeutschen Kammerphilharmonie, Wolfgang Stockmeier, Ortwin Benninghoff, dem Hallischen Musiktage Festivalorchester, dem Trio Neuklang, Irina Sydorenko, der Evangelischen Singgemeinde Oberhausen, dem Trio Cantraiano und Christfried Brödel.

### Bekannte Künstler
Zahlreiche bekannte deutsche und internationale Künstler gastierten in Halle, so das Orchester des Opernhauses Halle, Ensemble Konfrontation, Thomas Rothert, das Universal Ensemble Berlin, Waltraut Wächter, die Kiever Kammerakademie, das MDR-Sinfonieorchester, Howard Arman, das Georgische Kammerorchester, die Meißner Kantorei, das Orion Ensemble, der Hover Chamber Choir, das Ensemble Sortisatio, Leipziger Schlagzeugensemble, Rheinische Bach-Collegium, Forum Zeitgenössischer Musik Leipzig, The Hilliard Ensemble, Elizabeth Bice, das Kairos Quartett, National Chamber Orchestra of Armenia und Salzburger Harfenduo.

### Uraufführungen
Während der 54 Jahre Existenz der Festspiele, wurden insgesamt 205 Werke folgender Komponisten uraufgeführt:
| - Nikolai Badinski - Michael Baumgartl - Helmut Bieler - Siegfried Bimberg - Stan Blume - Dietrich Boekle - Reiner Bredemeyer - Thomas Buchholz - Hans-Georg Burghardt - Alan Bush - Sidney Corbett - Paul Dessau - Wolfram Dix - Gerd Domhardt - Günther Eisenhardt - Alexandra Filonenko - Peter Freiheit - Axel Gebhardt - Ulrike Geissler - Eckhart Gleim | - Matthew Greenbaum - Franziska Gruschka - Thomas Hertel - Sebastian Herzfeld - Walter Thomas Heyn - Caspar René Hirschfeld - Wilhelm Hübner - Wladimir Iliew - Horst Irrgang - Kurt Kallausch - Georg Katzer - Narine Khachatryan - Karl Kleinig - Tobias Klich - Klaus-Dieter Kopf - Péter Kőszeghy - Christian F. P. Kram - Stephan Krause - Wilfried Krätzschmar - Johannes Kreidler | - Olav Kröger - Erhard Künzel - Arno Lücker - Stepan Lusikjan - Jens Marggraf - Tilo Medek - Astrid Müller - Thomas Müller - Christiane Müller - Dieter Nathow - Peter Petkow - Joachim Rähmer - Primos Ramovs - Johannes Reiche - Thomas Reuter - Rainer Riehn - Heinz Röttger - Alexej Rybnikow - Friedrich Schenker - Helmut Schmidt | - Christfried Schmidt - Klaus Hinrich Stahmer - Wolfgang Stendel - Hans Stieber - Stojan Stojantschew - Gerhard Tittel - Karl Ottomar Treibmann - Alexander Treichel - Sorab Uduman - Willi Vogl - Hartmut Wallborn - Hans Jürgen Wenzel - Jürgen Willbrandt - Gerhard Wohlgemuth - Percy M. Young - Ruth Zechlin - Krzysztof Zgraja |